# 吉永榮助
吉永 榮助（よしなが えいすけ、1912年3月20日 - 1998年9月28日）は、日本の法学者。専門は、商法・経済法。学位は、法学博士（一橋大学）。一橋大学名誉教授。東京出身。

## 履歴
1929年府立第七中学校（現・東京都立墨田川高等学校）卒業。東京商科大学（現一橋大学）予科入学。1934年司法試験合格（旧制）。1935年東京商科大学商学部卒業。商学部助手。民法学の岩田新ゼミナール出身だったが、岩田が白票事件で退官すると、田中誠二に師事して商法研究に転じた。また、大平正芳（のちに内閣総理大臣）や武野義治（のちに初代駐イスラエル大使）、小島太作（のちに駐インド大使）、富樫総一（のちに労働事務次官）らと、憲法の田上穣治講師や国際法の大平善梧教授が中心となっていた研究会にも参加した。
1938年東京商科大学附属商学専門部専任講師。1940年同附属商学専門部教授。1950年東京商科大学商学部教授。1951年一橋大学法学部教授。1975年一橋大学停年退官。同名誉教授。専修大学法学部教授。1983年専修大学定年退職。
指導学生に久保欣哉（一橋大学名誉教授）、安藤英義（一橋大学名誉教授）、黒田清彦（南山大学名誉教授）、中川和彦（成城大学名誉教授）、庄政志（元成城大学教授）、谷原修身（青山学院大学名誉教授）、泉田栄一（明治大学名誉教授）、上野勝（元東京高等検察庁公判部長）、寒竹剛（元那覇家庭裁判所長）、中野昌治（元福岡県弁護士会副会長）、松本正義（元住友電気工業社長、関西経済連合会会長）など。

## 親族
妻の智惠子は阿久津謙二元東京商科大学専門部教授の三女。

## 業績
- 『手形・小切手法講話』如水書房 1954年初版・1965年新版
- 『コンメンタール會社法』田中誠二, 山村忠平と共著　勁草書房 1957年
- 『商法総則講義案』有信堂 1962年初版・1984年4全訂版
- 『ソビエト経済法 : 貿易関係法と海事法』石川惣太郎と共著　同文舘出版 1972年
- 『経済法学の基礎理論 : 継受・比較法的方法』中央経済社 1974年第1巻・1976年第2巻
- 『企業法・経済法の諸問題』千倉書房 2004年